# William Thomas Best
William Thomas Best (Carlisle (Cúmbria), 13 d'agost de 1826 – Liverpool, 10 de maig de 1897) fou un organista i compositor anglès.
Fou considerat com un dels més notables organistes de la seva època. Després d'haver començat la carrera d'enginyer, es dedicà per complet a la música, sent nomenat el 1848 organista de la Societat Filharmònica de Liverpool, el 1852 del Panòptic de Londres i per acabar altra volta de la Societat Filharmònica de Liverpool.
A més de nombrós arranjaments i transcripcions i d'obres didàctiques, The modern school for the organ (Londres, 1853) i The art of òrgan playing (1870), va escroiure diversos himnes, antífones, oficis, fugues i sonates.